# Скритуцький Костянтин Валерійович
Костянтин Валерійович Скритуцький (нар. 25 лютого 1982, Луганськ) — український скульптор та дизайнер, автор багатьох вуличних скульптур Києва.
Народився в Луганську. Навчався у Київському індустріальному технікумі на факультеті технології кераміки. У 2007 році закінчив скульптурний факультет Національної академії образотворчого мистецтва і архітектури (дипломна робота — надгробок художнику Сергію Світославському на Лук'янівському кладовищі). Учень Богдана Мазура.
Станом на 2015 рік викладає в дитячій художній школі № 7.

## Творчість
Творчість Костянтина, як вуличного художника, почалася зі Скверу ім. Чкалова, де він разом з друзями перетворював старі засохлі дерева на твори мистецтва. За словами автора це була перша проба пера та початок експериментів. Пізніше скульптор продовжив працювати над вуличною скульптурою використовуючи поряд зі вже звичною деревиною нові матеріали, переважно мозаїку та дріт. Так на вулицях з'явилась «корова на дереві» та «віслючок з візком». За словами автора переломним став 2009 рік, коли був створений «їжачок у тумані», саме ця скульптура принесла Скритуцькому славу вуличного художника і стала однією з найбільш популярних робіт скульптора.
Першою великою та складною роботою Костянтина став комплекс скульптур на Пейзажній алеї. Відразу після відкриття Пейзажна алея стала однією з родзинок міста і з'явилась на всіх туристичних маршрутах. Впродовж років Скритуцький не полишав алею і постійно додавав до неї нові роботи, проводив на ній заходи і долучав до її розвитку інших скульпторів.
Крім розважальних вуличних скульптур автор паралельно створював і соціальні роботи. Одна з таких робіт, «Дорога смерті», з'явилась в 2011 році, вона була присвячена трагедії у Бабиному Яру.
У 2012 році Скритуцький працює над створенням скульптур присвячених шведським фанам та футбольному турніру Євро-2012.
У тому ж 2012 році скульптор зробив внесок у розвиток туристичної інфраструктури міста розмістивши у парку Шевченка туристичний центр у вигляді трамваю.
Географія робіт автора не обмежується лише Києвом. В Україні його роботи можна побачити у Моршині, Вишгороді та Коктебелі. За кордоном його роботи можна побачити у цілому ряді європейських країн.
Велика кількість робіт Скритуцького з'являлися за підтримки київського мецената Володимира Колінько, що здійснює фінансову та юридичну підтримку вуличних робіт скульптора. Менеджером скульптора до 2017 року був Федір Баландін, що займався організаційною та юридичною стороною проектів, а також є співавтором декількох ідей. Так, завдяки співпраці Скритуцького та Баландіна, в Києві з'явився фестиваль «Anne de Kiev Fest», ідея якого виникла навколо задуму встановити в Києві перший пам'ятник Анні Ярославні.

### Шлях Королеви
Федір Баландін та Костянтин Скритуцький є одними з засновників фестивалю «Anne de Kiev Fest», фестиваль щороку організовує ряд мистецьких заходів в різних містах України та за кордоном. В рамках фестивалю було засновано проект Шлях Королеви. Ідея проекти полягає у увіковіченню шляху королеви Анни Ярославни від Києві до місця її весілля, міста Тулузи. У містах, через які, ймовірно, проходив шлях майбутньої королеви, ініціативна група проекту проводить мистецькі заходи та встановлює авторські репліки київського пам'ятника Анні Ярославні, розміщеного на Львівській площі у Києві. Група українських та французьких істориків, дослідивши карту стародавніх торгових шляхів, логіку безпечності та зв'язки князівського двору Києва, встановили, що шлях юної королеви мав пролягати через Краків, Прагу, Раффельштеттен, Регенсбург, Майнц, Арлон та Париж. Станом на 2020 рік пам'ятники вже було встановлено у Вишгороді, Луцьку, Кракові, Парижі, Арлоні та Тулузі. Копія пам'ятника теж була встановлена в Джакарті в знак дружби Києва з індонезійським містом.

## Список робіт
|  | Станом на 2017 рік робота не збереглась |

| Назва                                                                 | Короткий опис | Розташування | Рік створення | Матеріал                                                                                                 | Зображення                  |
| --------------------------------------------------------------------- | --- | --- | ------------- | --- | --------------------------- |
| Бабки на дереві                                                       | Одна з перших робіт автора над засохлими деревами на вулиці Гончара. Робота була зроблена ще в студентські роки разом з друзями по навчанню. | Київ. Сквер ім. Чкалова 50°26′58.08″ пн. ш. 30°30′10.02″ сх. д. / 50.4494667° пн. ш. 30.5027833° сх. д.                                                        | 2007          | Дерево, дріт                                                                                             |                             |
| «Літаючий крокодил, що зловив необачну рибу-місяць»                   | Перша робота автора над засохлими деревами на вулиці Гончара. Робота була зроблена ще в студентські роки разом з друзями по навчанню. За словами автора, цю скульптуру з берези створила сама природа, він тільки додав крила і рибу. Ідея перетворювати старі засохлі дерева в скульптури належить Володимиру Колінько, главі організації «Київська ландшафтна ініціатива». Оскільки крокодил розташувався біля будівлі МНС України, дотепні кияни відразу дали йому кілька прізвиськ — Годзі, крокодил Шуфрича … Вони пов'язані з історією про втечу з пересувного цирку крокодила Годзілла, на пошуки якого МНС знадобилося півроку. | Київ. Сквер ім. Чкалова 50°26′58.08″ пн. ш. 30°30′10.02″ сх. д. / 50.4494667° пн. ш. 30.5027833° сх. д.                                                        | 2007          | Дерево                                                                                                   |                             |
| Надгробок на могилі Сергія Світославського                            | Дипломна робота скульптурного факультету Національної академії образотворчого мистецтва і архітектури | Київ. Лук'янівське кладовище (ділянка № 14, ряд 7, місце 53) 50°28′04.01″ пн. ш. 30°27′10.09″ сх. д. / 50.4677806° пн. ш. 30.4528028° сх. д.                   | 2007          | Камінь                                                                                                   |                             |
| «Гуртожиток білих ворон»                                              | Пам'ятник уособлює незвичайних людей, зібраних в одному місці. | Київ. Вул. Гончара, 30 50°27′04.06″ пн. ш. 30°30′22.04″ сх. д. / 50.4511278° пн. ш. 30.5061222° сх. д.                                                         | 2008          | Дерево                                                                                                   |                             |
| «Буратіно»                                                            | Робота виготовлялася впродовж 10 днів. Внаслідок вандалізму буратіно часто втрачає ліву руку і ніс. | Київ. Вул. Гончара, 57 б 50°26′58.00″ пн. ш. 30°30′02.08″ сх. д. / 50.4494444° пн. ш. 30.5005778° сх. д.                                                       | 2008          | Дерево липа                                                                                              |                             |
| «Липовий кіт»                                                         | Влітку 2014 року дерево, на якому сидів кіт, було спиляне. Після цього на площі залишилось лише 2 коти-пам'ятники: кіт з виделок та бронзовий кіт Пантелеймон. | Київ. Сквер біля станції метро «Золоті ворота». 50°26′55.06″ пн. ш. 30°30′49.04″ сх. д. / 50.4486278° пн. ш. 30.5136222° сх. д.                                | 2008          | Дерево                                                                                                   |                             |
| «Дзвінкове дерево»                                                    | Спочатку планувалося підвісити дзвони на сухому дереві поблизу Софії Київської, але поки збиралися дозвільні документи дерево було спиляно. Довелося встановити інсталяцію на пейзажній алеї. Дзвони з кераміки виготовила подруга автора Ліза Портнова. | Пейзажна алея 50°27′23.08″ пн. ш. 30°30′56.07″ сх. д. / 50.4564111° пн. ш. 30.5155750° сх. д.                                                                  | 2009          | Кераміка                                                                                                 |                             |
| Лавки-звірі на Пейзажній алеї                                         | Лавки знаходяться в широко відкритій пащі кота, зайця та дзьобі птиці. Як і у відомого Кота-сороконіжки, пащі звірів відкриті для охочих сфотографуватися або просто посидіти і відпочити. Тим більше, що з них відкривається прекрасний вид на Київ. | Пейзажна алея 50°27′23.08″ пн. ш. 30°30′56.07″ сх. д. / 50.4564111° пн. ш. 30.5155750° сх. д.                                                                  | 2009          | Мозаїка                                                                                                  | Лавка-кіт на Пейзажній алеї |
| Дитячі обличчя на Пейзажній алеї                                      | Це не єдині мозаїчні обличчя виконані автором на стінах будинків в Києві. Крім пейзажної алеї автор наніс зображення дитячих лиць на будинок за адресою вул. Стрілецька, 15/3. | Пейзажна алея 50°27′23.08″ пн. ш. 30°30′56.07″ сх. д. / 50.4564111° пн. ш. 30.5155750° сх. д.                                                                  | 2009          | Мозаїка                                                                                                  |                             |
| Фонтан з закоханими зебрами                                           | Одна з перших робіт Скритуцького на Пейзажній алеї. Зебри, як і інші скульптури на алеї зазнавали пошкоджень від вандалів. У 2013 році, наприклад, вандали пошкодили їх кінцівки. | Пейзажна алея 50°27′23.08″ пн. ш. 30°30′56.07″ сх. д. / 50.4564111° пн. ш. 30.5155750° сх. д.                                                                  | 2009          | Мозаїка                                                                                                  |                             |
| Кіт-сороконіжка на Пейзажній алеї                                     | В пащах у котів полюбляють фотографуватися як туристи так і жителі міста. Коти на стіні гаража це один з елементів комплексу мозаїчних фігур, що створив автор в 2009 році на Пейзажній алеї. | Пейзажна алея 50°27′23.08″ пн. ш. 30°30′56.07″ сх. д. / 50.4564111° пн. ш. 30.5155750° сх. д.                                                                  | 2009          | Мозаїка                                                                                                  |                             |
| Мозаїчне дерево з птахами                                             | Одна з перших робіт Скритуцького на Пейзажній алеї. Розташована на одній стіні з 30-метровими котами. | Пейзажна алея 50°27′23.08″ пн. ш. 30°30′56.07″ сх. д. / 50.4564111° пн. ш. 30.5155750° сх. д.                                                                  | 2009          | Мозаїка                                                                                                  |                             |
| Дівчина на подушці                                                    | Мозаїчні скульптури споруджені на Пейзажній алеї понад головної алеї парку. Були демонтовані комунальними службами міста у 2024 році у зв'язку з аварійним станом скульптурНа Пейзажній алеї знесли одну зі скульптур Скритуцького. Замість неї планують поставити іншу. Хмарочос. Архів оригіналу за 10 червня 2024. Процитовано 10 червня 2024.. Станом на 2025 рік скульптура знаходиться у майстерні автора, на її місці міською владою було встановлена нова скульптураСкульптуру «Дівчинка на подушках» не можуть повернути на Пейзажну алею – відповідь на петицію. Village. Архів оригіналу за 20 вересня 2024. Процитовано 26 червня 2025. | Пейзажна алея 50°27′23.08″ пн. ш. 30°30′56.07″ сх. д. / 50.4564111° пн. ш. 30.5155750° сх. д.                                                                  | 2009          | Мозаїка                                                                                                  |                             |
| Урни-гральні кості                                                    | Урни для сміття, виконані у вигляді гральних кубиків, розставлені вздовж алей скверу. | Пейзажна алея 50°27′23.08″ пн. ш. 30°30′56.07″ сх. д. / 50.4564111° пн. ш. 30.5155750° сх. д.                                                                  | 2009          | Мозаїка                                                                                                  |                             |
| Фонтан-слон                                                           | Навесні 2015 року з спини слона була вкрадена фігурка дівчинки. | Пейзажна алея 50°27′23.08″ пн. ш. 30°30′56.07″ сх. д. / 50.4564111° пн. ш. 30.5155750° сх. д.                                                                  | 2009          | Мозаїка, бронза                                                                                          |                             |
| «Їжачок у тумані»                                                     | Цікаво, що на табличці під їжачком присутній напис «Конячка». Щоб зрозуміти чому, потрібно подивитися в той бік, куди спрямований погляд їжачка. А дивиться він на пам'ятник Захисникам кордонів, який знаходиться навпроти. На цьому пам'ятнику зображений козак верхи на коні. Отже, у київського їжачка в тумані, як і у героя мультфільму, теж є конячка. Їжачку часто залишають подарунки, прикріплюють стрічки, прапорці, окуляри, косинки, віночки. А одного разу йому навіть вручили автомат. Але, часом трапляється, їжачок залишається без своєї торбинки, її забирають як сувенір. Але після реставрацій торбинку кожного разу повертають. На початку листопаду 2021 року дерево, на якому стояв їжачок, через старість або через дії вандалів, впало. Скультуру було вирішено прибрати на реконструкцію. Станом на 2025 рік скульптура відсутня. | Київ. На розі вулиць Золотоворітської, Рейтарської та Георгіївського провулку. 50°27′05.00″ пн. ш. 30°30′51.00″ сх. д. / 50.4513889° пн. ш. 30.5141667° сх. д. | 2009          | Дерево, шурупи                                                                                           |                             |
| Виделковий кіт                                                        | Кота виготовлено з 600 виделок. Автор створив цю роботу за тиждень і вона стала першою в проекті скульптора «Сто київських котів». У 2021 році за ініціативою київського екскурсовода Софії Грабовецької кота було вирішено оновити. Для цих цілей було оголошено збір одноразових виделок, що дозволило не купувати нових та, таким чином, зберегти довкілля. Оновлений кіт був повернувся на дерево в серпні 2021 року. Станом на 2025 рік скульптура відсутня.. | Київ. Сквер біля станції метро «Золоті ворота». 50°26′55.06″ пн. ш. 30°30′49.04″ сх. д. / 50.4486278° пн. ш. 30.5136222° сх. д.                                | 2009          | Одноразові виделки                                                                                       |                             |
| «Дерев'яна балерина»                                                  | Спочатку на цьому місці планувалося зробити щось просте, зовсім не балерину. Але на підготовлене для скульптури засохле дерево прикріпили папірець з написом «Зробіть, будь ласка, балерину. Навпроти живе заслужена балерина. Їй буде приємно». Після того як скульптура була зроблена там з'явився знову папірець: «Дякую». У лютому 2021 року балерина була розтрощена вандалами, але її рештки було зібрано і завдяки колаборації Костянтина Скритуцького та професійних реставраторів з майстерні GurinBrothers скульптура була відновлена. Станом на 2025 рік скульптура відсутня. | Київ. На розі вулиць Стрітенської та Стрілецької. 50°27′13.08″ пн. ш. 30°30′44.03″ сх. д. / 50.4536333° пн. ш. 30.5122306° сх. д.                              | 2009          | Дерево липа, лице і руки з кераміки, волосся — з рудих штучних ниток, спідниця — з сітки для будівництва |                             |
| «Корова, що летить»                                                   | Цією роботою автор хотів змусити людей посміхатися частіше та зруйнувати міф, що корови не літають. Під деревом, на якому сидить корова, серед трави, знаходиться, виліплена з кераміки, купка лайна. На ній намальовані позначки долара та євро, залишилися сліди від монет. Існує повір'я, що вступивши туди людина, найближчим часом, розбагатіє. | Київ. Вул. Гончара, 37. 50°27′02.08″ пн. ш. 30°30′18.01″ сх. д. / 50.4505778° пн. ш. 30.5050028° сх. д.                                                        | 2009          | Кераміка, метал, крила з одноразових виделок                                                             |                             |
| Віслючок з візком                                                     | Віслюк був виготовлений з всохлого дерева, що росло в провулку. Влітку його візок використовували як клумбу і вирощували квіти. Впродовж свого існування скульптура регулярно зазнавала пошкоджень через паркування в провулку автомобілів і врешті-решт зникла у 2014 році. В пам'ять про віслюка на початку зими в 2017 році на стіні будинку була встановлена пам'ятна дошка, що зображувала цього самого віслючка, що йде по дорозі зі своїм візочком. | Київ. Пров. Рильський, 3. 50°27′15.09″ пн. ш. 30°30′53.07″ сх. д. / 50.4541917° пн. ш. 30.5147417° сх. д.                                                      | 2009          | Дерево                                                                                                   |                             |
| «Тигробджоли»                                                         | Скульптура була символом 2010 року. Шестилапі тигри були надзвичайно легкі і мали змогу обертатися навколо стовбура під час подуву вітру. | Київ. Вул. Гончара, 26. 50°27′05.06″ пн. ш. 30°30′26.08″ сх. д. / 50.4514056° пн. ш. 30.5072444° сх. д.                                                        | 2010          | Пінопласт, мозаїка                                                                                       |                             |
| «Маленький принц»                                                     | Скульптура головного героя казки французького письменника Антуана де Сент-Екзюпері «Маленький принц» була відкрита в Києві на Пейзажній алеї 13 листопада 2010 року. Це був подарунок Французького культурного центру українським дітям. Скульптура Маленького принца в Києві стала третьою в світі, після Франції та США. Скульптура була створена за підтримки меценатів без залучення державного фінансування. Але вже через півроку, в ніч на 23 березня, скульптура була цілеспрямовано повністю знищена невідомими вандалами. Через тиждень після знищення на місці принца з'явилась робота Костянтина Скритуцького «Голова». Голова була черепом, зліпленим з дуже рідкісного індонезійського пластиліну. За словами автора цей пластилін коштує багато грошей і йому довелося витратити кошти, зібрані на інший проект «Дівчинка-канатоходка». За словами автора така скульптура має відлякати нових вандалів. Але те, що скульптура була встановлена на 1 квітня, і те що вона швидко зникла свідчить на жартівливий характер проекту. Констянтин відновив скульптуру в тому ж році на день міста, вигляд принца повністю змінився, а у його ніг поселилася скульптура лиса. Після цього принц, як і лис неодноразово страждав від вандалів. Фігурка лиса навіть згодом була змінена з глиняної на бронзову, але і це не допомогло її зберегти. Сам же принц, станом на 2025 рік має замість руки біонічний протез, адже оригінальна рука була зламана вандалами. Рішення з протезом автор пояснив реаліями російсько-української війни. | Пейзажна алея 50°27′23.08″ пн. ш. 30°30′56.07″ сх. д. / 50.4564111° пн. ш. 30.5155750° сх. д.                                                                  | 2010          | Мозаїка, бронза                                                                                          |                             |
| Дитячий майданчик «Аліса в країні чудес»                              | Майданчик був відкритий на річницю створення першого скверу на Пейзажній алеї. Під час відкриття відбувся святковий парад чудес з духовим оркестром. Під звуки мідних труб і тромбонів Пейзажною алеєю пройшлися персонажі, втілені у скульптурах в Ландшафтному парку, Майданчику загадок та новому майданчику з героями «Аліси в Країні чудес». У 2016 році на День Києва композиція доповнилася скульптурою самої Аліси, що розташувалася позаду дитячого майданчика, таким чином, за словами автора, ставши фінальним акордом композиції. На створення Аліси пішло 3 роки, дві тони бетону, кераміки, мозаїки та металу. З нагоди відкриття протягом усього дня на Пейзажній Алеї тривало казкове дійство за мотивами творчості Льюїса Керрола «Алісо — це кияни, кияни — це Аліса». | Пейзажна алея 50°27′23.08″ пн. ш. 30°30′56.07″ сх. д. / 50.4564111° пн. ш. 30.5155750° сх. д.                                                                  | 2010 — 2016   | Мозаїка                                                                                                  |                             |
| Портрети дітей на будинку                                             | Викладання мозаїки довгий час проводилося за ширмою, під виглядом утеплювальних робіт. Ідея акції полягає в тому, що ділянка землі, де зараз знаходиться автостоянка і де стоїть дерев'яна скульптура балерини, Київрада виділила під забудову. Жителі, таким незвичайним чином, висловили свій протест проти будівництва у буферній зоні Софії Київської, чергової кам'яно-скляної висотки. Єдиною проблемою в процесі виконання мозаїки, як зазначав автор, був мороз. Технічно мозаїку виконували 9 осіб. Автор техніки виконання мозаїки — сам Скритуцький. Деяких дітей, що зображені на стіні, автор знав особисто, а зображення деяких взяв із інтернету. Повний розмір мозаїки 10 на 15 метрів. На момент створення, вона вважалась найбільшою мозаїкою Києва. | Київ. Вул. Стрілецька, 15\3. 50°27′13.08″ пн. ш. 30°30′44.03″ сх. д. / 50.4536333° пн. ш. 30.5122306° сх. д.                                                   | 2010          | Мозаїка                                                                                                  |                             |
| «Рояль в кущах»                                                       | Відкриття скульптури було приурочене до ювілею Фридеріка Шопена. Паркова скульптура білого кольору з червоними квітками, кольору прапору Польщі, виготовлена у формі рояля в натуральну величину та оснащена музично-технічними датчиками: при наближенні до рояля звучать фрагменти творів Шопена. На внутрішньо-механічному корпусі інструмента, замість молоточків та струн, влітку посаджена квіткова композиція. Взимку кришка зачиняється. Скульптура зникла під час робіт з реконструкції вулиці Богдана Хмельницького. | Київ. Вул. Б. Хмельницького, 37\2. 50°26′49.08″ пн. ш. 30°30′21.06″ сх. д. / 50.4469667° пн. ш. 30.5058500° сх. д.                                             | 2011          | Мозаїка                                                                                                  |                             |
| Лавка-кавун                                                           | Лавка була виконана в рамках проекту Kiev Fashion Park. Робота була зроблена за фінансової допомоги інвестиційно-девелоперовської компанії UDP. | Пейзажна алея 50°27′23.08″ пн. ш. 30°30′56.07″ сх. д. / 50.4564111° пн. ш. 30.5155750° сх. д.                                                                  | 2011          | Мозаїка                                                                                                  |                             |
| Велостоянка                                                           | Велостоянка була виготовлена на прохання Асоціації велосипедистів Києва. Скритуцький створив ескіз велостоянки у вигляді чоловічка, що біжить, а профінансував виготовлення стоянки кнайп-клуб «Купідон». | Київ. Вул. Пушкінська, 1-3/5. 50°26′51.06″ пн. ш. 30°31′09.01″ сх. д. / 50.4475167° пн. ш. 30.5191694° сх. д.                                                  | 2011          | Метал |                             |
| «Дорога смерті»                                                       | Пам'ятний знак — бетонна брила заввишки 2,5 м, на одному боці якого символічні сліди ніг: чоловічих, жіночих, дитячих. Таке оригінальне рішення запропонували скульптор та голова організації «Київ. Стратегія 2025» Костянтин Скритуцький та Федір Баландін. На камені, що лежить біля підніжжя, надпис: «Тут починалась „Дорога смерті“, якою 29 вересня 1941 р. фашисти гнали євреїв в Бабин Яр». | Київ. вулиця Юрія Іллєнка (на розі з Дорогожицькою вулицею). 50°28′13.9″ пн. ш. 30°27′54.2″ сх. д. / 50.470528° пн. ш. 30.465056° сх. д.                       | 2011          | Бетон |                             |
| Пам'ятник на честь шведських уболівальників з Євро-2012               | Скульптура зображає перехрещені цифри «один» та «два» у барвах шведського та українського прапорів відповідно. Авторами скульптури став творчий дует Костянтина Скритуцького та Федора Баландіна. За їх словами, цифри означають не тільки рік проведення чемпіонату, але і рахунок матчу 2:1 Україна-Швеція. | Київ. Труханів острів. 50°27′29.07″ пн. ш. 30°32′10.09″ сх. д. / 50.4580750° пн. ш. 30.5361361° сх. д.                                                         | 2012          | Бетон |                             |
| Пам'ятник на честь шведських уболівальників з Євро-2012. Бутси        | Пам'ятник має вигляд фігури футбольних бутсів з написами «Ibra» тa «Sheva», на честь футболістів Златана Ібрагімовича та Андрія Шевченка. | Київ. Труханів острів. 50°27′29.07″ пн. ш. 30°32′10.09″ сх. д. / 50.4580750° пн. ш. 30.5361361° сх. д.                                                         | 2012          | Бетон |                             |
| Пам'ятник на честь шведських уболівальників з Євро-2012. Коник «Дала» | Скульптура була встановлена на День Незалежності 2012 року на честь шведських фанів. Гості зі Скандинавії залишили по собі приємне враження у киян. Щоб віддати їм належне, було вирішено встановити в центрі Києва символ Швеції — Dala häst (конячка Дала — улюблена іграшка місцевих дітей і головний скандинавський сувенір). | Київ. Пушкінський сквер. 50°26′52.05″ пн. ш. 30°31′12.01″ сх. д. / 50.4477917° пн. ш. 30.5200028° сх. д.                                                       | 2012          | Мозаїка                                                                                                  |                             |
| Пам'ятник Київському трамваю                                          | Трамвай являє собою безкоштовний «туристично-інформаційний центр». На створення об'єкту було витрачено приблизно 500 тис. гривень. Центр розрахований переважно на туристів, там можна взяти безкоштовну карту Києва, або дізнатися адреси найближчих готелів, ресторанів, кафе. Крім того при встановленні планувалося обладнати трамвай безкоштовним вай-фаєм та комп'ютерами. Вагон має номери 2 та 6, саме під такими номерами їздили трамваї поряд з парком раніше. Крім того трамвай має змогу пересуватися без допомоги рейок, оскільки обладнаний звичайними колесами. В салоні трамвая є лавки зі столиками, де можна комфортно випити кави, та посидіти погрітися в холодну погоду. Крім туристичної, трамвай має і музейну складову, в ньому можна знайти телефон, дзвінок та ліхтар старих часів, а всередині, під склом, існує мінівиставка архівних документів. На сходах можна роздивитися старі печатки заводів виробників, а на задній стінці польський герб, саме таким гербом були обладнані вагони польського виробництва. Біля трамваю встановлена велостоянка. | Київ. Парк Шевченка. 50°26′32.04″ пн. ш. 30°30′47.09″ сх. д. / 50.4422333° пн. ш. 30.5130806° сх. д.                                                           | 2012          | Трамвай                                                                                                  |                             |
| «Галявина лісовичків»                                                 | Костянтин Скритуцький створив Галявину Лісовичків, аби вона стала своєрідною візитівкою Лівого берега столиці. На галявині живуть маленькі пташки, великий дракон — символ 2012 року, пісочниця, обвита змією, лавочки для батьків, гойдалки у вигляді слоників та столик для того, щоб пеленати немовлят. «Родзинкою» майданчика має стати єдина у своєму роді стоянка для дитячих візочків. | Київ. Вулиця Мілютенка, 19. 50°28′33.00″ пн. ш. 30°37′40.01″ сх. д. / 50.4758333° пн. ш. 30.6277806° сх. д.                                                    | 2012          | Мозаїка                                                                                                  |                             |
| «Хмара щастя»                                                         | Скульптура була встановлена на десяту річницю фестивалю «Джаз Коктебель». Для створення хмари були замовлені унікальні скляно-керамічні елементи, з яких і був створений об'єкт. Конструкція займає собою чотири квадратні метри і виконує функцію лавки, на якій одночасно можуть сидіти до шести людей. Відразу після встановлення, пам'ятник почали критикувати, як за зовнішній вигляд, так і за небезпечність для дітей. За словами сім'ї Арендтів, які є авторами пам'ятника Волошину, що також встановлений на площі, поява хмари їх дуже засмутила. На їх думку, не дивлячись на популярність об'єкту у дітей, об'єднання її з пам'ятником Волошину на одній площі свідчить про повну відсутність смаку автора такого дизайнерського проекту. Влада міста звернула увагу на конфлікт та пообіцяла владнати його. Як варіант розглядається перенесення одного з пам'ятників в інше місце. | Коктебель. Вулиця Морська, 43. 44°57′35.05″ пн. ш. 35°15′08.04″ сх. д. / 44.9597361° пн. ш. 35.2522333° сх. д.                                                 | 2012          | Бетон, склокераміка                                                                                      |                             |
| Лавки-горнятка                                                        | Лавки були створенні за підтримки проекту Jacobs «За живе спілкування». Ціль об'єкту, за словами меценатів, звернути увагу на брак живого спілкування серед мешканців столиці. Таким чином ініціатори встановлення об'єкту закликали частіше зустрічатися та спілкуватися зі своїми друзями. | Київ. Пушкінський сквер. 50°26′52.05″ пн. ш. 30°31′12.01″ сх. д. / 50.4477917° пн. ш. 30.5200028° сх. д.                                                       | 2013          | Мозаїка                                                                                                  |                             |
| «Скрипічний штопор»                                                   | Скритуцький створював роботу в дуеті з Федором Баландіним. Штопор був презентований під час щорічного фестивалю «Джаз Коктебель» і став одним із його символів. | Коктебель. Набережна. 44°58′01.09″ пн. ш. 35°15′52.04″ сх. д. / 44.9669694° пн. ш. 35.2644556° сх. д.                                                          | 2013          | Метал |                             |
| «Вечірній Київ»                                                       | Скульптура стала своєрідним подарунком за перемогу в конкурсі на найкращий дворик Києва. Конкурс на найкращий двір влаштувала газета «Вечірній Київ». Восени 2017 року сонечко було викрадене невідомими. На місці залишилося лише ліжко. | Київ. Вулиця Маршала Тимошенко, 29. 50°30′46.00″ пн. ш. 30°30′03.00″ сх. д. / 50.5127778° пн. ш. 30.5008333° сх. д.                                            | 2013          | |                             |
| Дитячий майданчик «Два світи»                                         | Візуально майданчик можна поділити на дві частини, два світи, між якими пролягає вузький металевий місточок. Міст символізує закон, під ним встановлено фонтан у вигляді знака гривні. З одного боку — пустеля, що населена негативними персонажами. Наприклад, павук символізує рекетира, змій — тіньову економіку, крокодил — бюрократію, скорпіон — контрабанду, жук-скарабей — незаконні валютні операції, черепаха — швидкість розвитку тіньової держави. Територія з іншого боку містка символізує процвітання, там розміщенні яскраві крани, що символізують добробут, дитячі гірки у вигляді заводських труб, пряники та фрукти. Щоб перейти до успішної території майданчику треба перейти по містку закону. | Пейзажна алея 50°27′23.08″ пн. ш. 30°30′56.07″ сх. д. / 50.4564111° пн. ш. 30.5155750° сх. д.                                                                  | 2013          | Мозаїка, метал                                                                                           |                             |
| Рибалочка. З циклу пам'ятників Київській інтелігенції                 | Скульптура пташки рибалочки — це один із пам'ятників українській інтелігенції у однойменному сквері. Сором'язливий вигляд пташки, за задумом автора, уособлює столичну інтелігенцію. Птах з паличкою «під пахвою» не проти злетіти вгору, але прикипівши серцем до насидженого місця, не наважується на це. Автор пояснює: рибалочка по своїй натурі сором'язлива пташка, їй ніяково за все, що відбувається навколо. Тому вона часто ховає свою голову під крильце. Скульптор своєю роботою хотів передати, що в наш час інтелігенція стає видом, що вимирає, який незабаром, на жаль, може виявитися в Червоній Книзі. | Київ. Сквер Київських інтелігентів. 50°27′17.07″ пн. ш. 30°30′42.05″ сх. д. / 50.4547417° пн. ш. 30.5116806° сх. д.                                            | 2013          | Бронза                                                                                                   |                             |
| Сова. З циклу пам'ятників Київській інтелігенції                      | Скульптура сови — це один із пам'ятників українській інтелігенції у однойменному сквері. Вчена Сова стала символом наукової мудрості і присвячена академікам і професорам. І якщо перша скульптура, Рибалочка, вийшла сумною і песимістичною, то в Сові відчувається більше оптимізму. На бетонній основі, на якому встановлена бронзова скульптура, значиться, що «інтелігенція виховує сьогодення». | Київ. Сквер Київських інтелігентів. 50°27′17.07″ пн. ш. 30°30′42.05″ сх. д. / 50.4547417° пн. ш. 30.5116806° сх. д.                                            | 2014          | Бронза                                                                                                   |                             |
| Крук. З циклу пам'ятників Київській інтелігенції                      | Скульптура крука — це один із пам'ятників українській інтелігенції у однойменному сквері. Вона стала третьою в незвичайній серії. Крук — символ мудрості інтелігенції. Він увібрав в себе знання попередніх поколінь і зумів зберегти розсудливість. Цей особливий київський інтелігент не тільки має владу, а й уміє правильно нею розпоряджатися. | Київ. Сквер Київських інтелігентів. 50°27′17.07″ пн. ш. 30°30′42.05″ сх. д. / 50.4547417° пн. ш. 30.5116806° сх. д.                                            | 2014          | Бронза                                                                                                   |                             |
| Горобець. З циклу пам'ятників Київській інтелігенції                  | Скульптура горобця — це один із пам'ятників українській інтелігенції у однойменному сквері. Скульптура стала втіленням бунтарства. Ідея його створення прийшла до автора після подій, що розгорталися на Майдані. Птах, який виривається з клітки, за задумом автора уособлює інтелігента, який виявляє свій бойовий дух. Спочатку автор планував скульптуру Горобця як символ середнього класу, який усе життя стрибає, щоб вижити. | Київ. Сквер Київських інтелігентів. 50°27′17.07″ пн. ш. 30°30′42.05″ сх. д. / 50.4547417° пн. ш. 30.5116806° сх. д.                                            | 2014          | Бронза                                                                                                   |                             |
| «Галявина казок»                                                      | Проект передбачав створення цілого комплексу для дітей на основі казок Пушкіна. Але, станом на 2015 рік, роботу не вдалося довести до кінця. Спочатку роботу заблокували працівники Департаменту благоустрою, пізніше проти забудови парку виступали місцеві жителі. | Київ. Парк Пушкіна. 50°27′23.00″ пн. ш. 30°27′16.00″ сх. д. / 50.4563889° пн. ш. 30.4544444° сх. д.                                                            | 2014          | Бетон, мозаїка                                                                                           |                             |
| Ящірки у ТРЦ «Сарыарка»                                               | Дитячий майданчик у вигляді ящірок був побудований поблизу ТРЦ «Сарыарка» у столиці Казахстану впродовж 2015 року. Фігурки ящірок зберегли типову для Пейзажної алеї гаму кольорів та форм, навіть лавка була розміщена у пащі однієї з фігур ящірки, як у відомих котів пейзажки. | Нур-Султан. ТРЦ «Сарыарка». 51°08′19.6″ пн. ш. 71°24′34.9″ сх. д. / 51.138778° пн. ш. 71.409694° сх. д.                                                        | 2015          | Бетон, мозаїка                                                                                           |                             |
| «Дарницька пейзажка»                                                  | Комплекс скульптур розташований в парку Партизанської Слави. Скульптура тукана та удода виконані у тому ж стилі, що і скульптури оригінальної пейзажної алеї. В майбутньому планується поповнити парк іншими птахами, яких мають вигадати діти. | Київ. Парк партизанської слави. 50°25′03.02″ пн. ш. 30°40′04.09″ сх. д. / 50.4175056° пн. ш. 30.6678028° сх. д.                                                | 2015          | Мозаїка                                                                                                  |                             |
| Мурал на Великій Житомирській, 23                                     | Гігантська мозаїка, що має властивість світитися вночі, була облаштована на стіні будинку на перехресті вулиць Велика Житомирська та Гончара. Мозаїка має площу 300 кв. м. і була складена за 2 місяці. Головна ідея роботи це створення пам'ятки для людей, що своє місто потрібно любити і дбайливо оберігати його. Існує легенда, що якщо дивитися на Київ з космосу, то можна побачити обриси жіночого обличчя. За словами автора на мозаїці зображені діти, які символізують нове покоління, саме вони і малюють на Києві ці легендарні обриси. Крім дітей на роботі зображені два псалми та Десять божих заповідей. Автор пояснює, що його робота це звернення до киян, у кожній заповіді закладено своє значення, а псалми можна використовувати у молитвах до Бога. | Київ. Сквер Київських інтелігентів. 50°27′17.07″ пн. ш. 30°30′42.05″ сх. д. / 50.4547417° пн. ш. 30.5116806° сх. д.                                            | 2015          | Мозаїка                                                                                                  |                             |
| Меморіал Марселю Тірі                                                 | Відкриття відбулося одночасно з відкриттям виставки присвяченої Бельгійському автобронедивізіону в Україні під час Першої сітової війни. Меморіал встановлений на стіні монастиря, що виходить на Міністерство закордонних справ. | Київ. Михайлівський Золотоверхий монастир. 50°27′21.00″ пн. ш. 30°31′17.05″ сх. д. / 50.4558333° пн. ш. 30.5214028° сх. д.                                     | 2016          | |                             |
| Пам'ятник «Анна Ярославна. Королева Франції» (Київ)                   | Перша скульптура Києва, що встановлена на честь дочки Ярослава Мудрого Анни Київської, королеви Франції. Вперше скульптура була представлена під час проведення фестивалю мистецтв «Anne de Kiev Fest» в 2015 році. Пам'ятник має вигляд постаменту з фігурою дівчинки в короні, що притискає до своїх грудей книгу. Відкриття відбулося 10 листопада 2016 року в присутності Надзвичайного і Повноважного Посла Франції в Україні Пані Ізабель Дюмон. | Київ. Львівська площа 50°27′17.2″ пн. ш. 30°30′22.8″ сх. д. / 50.454778° пн. ш. 30.506333° сх. д.                                                              | 2016          | Бронза                                                                                                   |                             |
| Меморіальна дошка на честь Вацлава Гавела                             | Встановленням дошки завершилася громадянська кампанія перейменування одного з найбільших бульварів Києва. У відкритті, що відбулося 15 грудня 2016 року, взяли участь міністр культури Чеської республіки Даніел Герман, перший віце-спікер українського парламенту Ірина Геращенко, тимчасовий повірений у справах Чеської республіки в Україні Здена Цаісова, Голова Українського інституту національної пам'яті Володимир В'ятрович, ініціатор громадянської кампанії «Бульвар Вацлава Гавела» Зорян Кісь, представники українських парламенту, уряду та київського самоврядування. | Київ. Бульвар Вацлава Гавела, 1/28. 50°26′44.0″ пн. ш. 30°25′54.6″ сх. д. / 50.445556° пн. ш. 30.431833° сх. д.                                                | 2016          | Бронза                                                                                                   |                             |
| Мозаїчне панно членів клубу «Життєлюб»                                | Мозаїчне панно було створено в рамках будівництва безкоштовного кінотеатру для клуба «Життєлюб». Панно відповідало стилю кінотеатру «сучасне ретро». | Київ. Венеціанський острів, Гідропарк. 50°26′42.5″ пн. ш. 30°34′45.0″ сх. д. / 50.445139° пн. ш. 30.579167° сх. д.                                             | 2017          | Мозаїка                                                                                                  |                             |
| Мурал «Балакучий динозавр»                                            | Ініціаторами створення муралу виступили місцеві жителі, що скаржилися на релігійну рекламу на своєму будинку. Ця інформація дійшла до креативної групи «Сільпо», що заручивсь підтримкою місцевої влади профінансувала створення композиції. Для мозаїки був вибраний художній стиль, схожий на зовнішнє оформлення магазину «Сільпо» на вулиці Олеся Гончара. Художником проекту була Лера Ляшенко, а технічну частину виконав сам Скритуцький. Для досягнення таких насичених кольорів, мозаїку виробили в Італії за спецзамовленням. | Київ. Вулиця Саксаганського, 120. 50°26′43.2″ пн. ш. 30°29′44.5″ сх. д. / 50.445333° пн. ш. 30.495694° сх. д.                                                  | 2017          | Мозаїка                                                                                                  |                             |
| Модель пам'ятнику «Анна Ярославна. Королева Франції» (Вишгород)       | Модель пам'ятнику, що встановлений на Львівській площі в Києві, була передана Вишгородському історико-культурному заповіднику 22 грудня 2017 року особисто авторами та засновниками мистецького фестивалю «Anne De Kiev Fest» Костянтином Скритуцьким, Федіром Баландіном та головою громадської організації «Чотири Королеви» Мариною Соловйовою. Вишгород став п'ятим містом у світі де встановлений пам'ятник королеві Анні. За словами авторів скульптура символізує, що кожна маленька українка може стати королевою. | Вишгород. Вишгородський державний історико-культурний заповідник 50°35′00.1″ пн. ш. 30°29′20.1″ сх. д. / 50.583361° пн. ш. 30.488917° сх. д.                   | 2017          | Камінь                                                                                                   |                             |
| Ансамбль скульптур в Курортному парку (Моршин)                        | Скульптурна композиція з'явилася з нагоди 535-річного ювілею у місці народження природних мінеральних вод. Для створення скульптур автору знадобилося понад 163 тисячі кольорових мозаїк і 180 днів. Як персонажі там було зображено основні символи регіону: природна вода, карпатські ліси та їх мешканці. Роботи були завершені напередодні Дня Незалежності. | Моршин. Курортний парк 49°08′57.1″ пн. ш. 23°52′15.1″ сх. д. / 49.149194° пн. ш. 23.870861° сх. д.                                                             | 2017          | Мозаїка                                                                                                  |                             |
| Модель пам'ятнику «Анна Ярославна. Королева Франції» (Франція)        | Після завершення реновації Кафедрального Храму Української Православної Церкви Київського Патріархату у Франції, що знаходиться у передмісті Парижу, творчим колективом фестивалю «Anne de Kiev Fest» було передано в дарунок копію київського пам'ятника королеві Франції, Анні Ярославні, що знаходиться на Львівській площі у Києві. Раніше аналогічна копія була передана Вишгородському історико-культурному заповіднику та Тулузі. Митрополит Паризький Михаїл Лярош, що є настоятелем храму, вже давно займається дослідником історії київської княжни і є одним з прихильників та ініціаторів її канонізації. У разі успіху, в його планах створити перший у світі храм присвячений Анні Ярославні, що має отримати назву Соборний Храм Поясу Пресвятої Богородиці і Святої Анни Київської, Королеви Франції. | Кафедральний Храм Української Православної Церкви Київського Патріархату у Франції. Версаль — Вокрессон. Франція.                                              | 2018          | Камінь                                                                                                   |                             |
| Пам'ятник «Анна Ярославна. Королева Франції» (Тулуза)                 | Скульптура є авторською реплікою аналогічному пам'ятнику, що розташований на Львівській площі в Києві та частиною проект Шлях Королеви. Тулузі вона була подарована делегацією Київської Міської Державної Адміністрації, на чолі з мером Києва Віталієм Кличком, що відвідала Тулузу у жовтні 2017 року. Цей подарунок був вручений в честь побратимства французького та українського міста в знак подяки за співпрацю та для розвитку культурних відносин. Пам'ятник було встановлено лише через рік, 2 жовтня на площі Сент-П'єр. | Тулуза. Площа Сент-П'єр 50°27′17.2″ пн. ш. 30°30′22.8″ сх. д. / 50.454778° пн. ш. 30.506333° сх. д.                                                            | 2018          | Метал |                             |
| Пам'ятник «Анна Ярославна. Королева Франції» (Арлон)                  | Скульптура є авторською реплікою аналогічному пам'ятнику, що розташований на Львівській площі в Києві та частиною проект Шлях Королеви. Пам'ятник було встановлено у стін церкви святого Доната, на місці якої в ті часи стояв графський замок Арлон і який, теоретично, могла відвідати Анною на шляху до Франції. У відкритті пам'ятнику взяли участь бургомістр міста Арлон Вінсен Манюс, члени міської ради, посол України в Бельгії Микола Точицький, делегація Київської Міської Державної Адміністрації та члени українських общин Бельгії та Люксембургу. | Арлон. Церква святого Доната (Арлон) 49°41′03.5″ пн. ш. 5°48′58.9″ сх. д. / 49.684306° пн. ш. 5.816361° сх. д.                                                 | 2019          | Метал |                             |
| Пам'ятник «Анна Ярославна. Королева Франції» (Краків)                 | Скульптура є авторською реплікою аналогічному пам'ятнику, що розташований на Львівській площі в Києві та частиною проект Шлях Королеви. Краків, що був королівською столицею Польщі, став першою великою зупинкою дочки Ярослава Мудрого на шляху до Франції. Хоч скульптуру було передано ще в 2018 році, як подарунок місту Кракову під час святкувань «Днів Києва в Кракові», але урочисте відкриття пам'ятнику відбулося 19 листопада 2019 року за участі Президента Кракова та представників КМДА. Скульптуру встановили у дворі Краківської Магістратури, біля неї висадили 21 кущ білих троянд сорту Anne de Kyiv (що теж були подаровані Києвом) та червоні троянди місцевого сорту, таким чином квіти символізують прапор Польщі. | Краків. Краківський Магістрат 50°03′30.0″ пн. ш. 19°56′12.9″ сх. д. / 50.058333° пн. ш. 19.936917° сх. д.                                                      | 2019          | Метал |                             |
| Пам'ятник «Анна Ярославна. Королева Франції» (Джакарта)               | Скульптура є авторською реплікою аналогічному пам'ятнику, що розташований на Львівській площі в Києві та частиною проект Шлях Королеви. Не обмежився проект лише Європою. Так, під час візиту до Республіки Індонезія делегації Київської міської влади пам'ятник був встановлений в Джакарті. Поява пам'ятника є символом дружби Джакарти та Києва. | Джакарта. Парк «Каттлея» 6°10′54.7″ пд. ш. 106°47′42.7″ сх. д. / 6.181861° пд. ш. 106.795194° сх. д.                                                           | 2019          | Метал |                             |
| Пам'ятник «Анна Ярославна. Королева Франції» (Луцьк)                  | Скульптура є авторською реплікою аналогічному пам'ятнику, що розташований на Львівській площі в Києві та частиною проект Шлях Королеви. Пам'ятник в Луцьку було встановлено з нагоди дня Міста. У відкритті взяв участь посол Французької Республіки в Україні Етьєн де Понсен. | Луцьк. проспекті Волі, 3. 50°44′49.2″ пн. ш. 25°19′38.2″ сх. д. / 50.747000° пн. ш. 25.327278° сх. д.                                                          | 2020          | Метал |                             |
| Оформлення автографа Стіва Джобса для Memorabilia.                    | Автограф Стіва Джобса було оформлено для приватної колекції автографів Олександра Крилова. | Київ. вул. Велика Васильківська, 55. Галерея Memorabilia | 2021          | |                             |
| Оформлення автографа Майкла Джексона для Memorabilia.                 | Автограф Майкла Джексона було оформлено для приватної колекції автографів Олександра Крилова. | Київ. вул. Велика Васильківська, 55. Галерея Memorabilia | 2021          | |                             |